# 及川直彦
及川 直彦（おいかわ なおひこ、1965年- ）は、日本のコンサルタント・実業家。
株式会社ゼレンホールディングス代表取締役社長、ゼレンストラテジー株式会社代表取締役社長、D Capital DXアドバイザリーボードメンバー。
電通、ネットイヤーグループ、マッキンゼー・アンド・カンパニー、電通ネットイヤーアビーム代表取締役社長、電通コンサルティングのディレクター・代表取締役社長、APT（アプライド・プレディクティブ・テクノロジーズ 現Mastercard Data & Services）シニアバイスプレジデント、オープンロジCSMO（Chief Strategy & Marketing Officer）、SmartNews Director,　CEO's office、株式会社ファミトラ執行役員を経て現職。
名古屋商科大学ビジネススクール、早稲田大学ビジネススクール客員教授。

## 経歴
慶應義塾大学文学部卒業。早稲田大学大学院商学研究科博士前期課程修了。同研究科博士後期課程満期退学。
1988年ー電通に入社。主に広告・広報キャンペーン企画の立案に従事しながら、デジタル情報技術を活用したマーケティング・コミュニケーション手法の開発と事業化を推進。
2000年ーネットイヤーグループのシニアバイスプレジデントとしてSIPS（戦略インターネット・プロフェッショナル・サービス）を立ち上げ、プロジェクトを統括しながら成長期の組織を整備。
2001年ーマッキンゼー・アンド・カンパニーにおいてハイテク、テレコム、サービスなどの業界の新規事業の開発、マーケティング戦略の立案に従事。
2004年ー電通においてクリエイティビティを重視した戦略コンサルティングファーム（電通ネットイヤーアビーム、電通コンサルティング）を創業。プロジェクトを統括しながら代表取締役社長として経営に従事。
2013年ー世界最大のクラウドベースの予測分析ソフトウェア会社であるAPT（アプライド・プレディクティブ・テクノロジーズ）の提供する「Test & Learn」（実験と学習）による問題解決のアプローチに共感し、日本代表としてビッグデータと機械学習を活用した予測分析事業を日本市場で立ち上げ。同社は後にマスターカードのコンサルティング部門に買収され、同部門の日本地区責任者も兼任。
2016ー名古屋商科大学ビジネススクールマネジメント研究科客員教授
2019年ー物流のプラットフォームサービスを提供するオープンロジのCSMOとしてサービス開発のロードマップを精緻化し、提供体制を整備。
2019ー早稲田大学ビジネススクール客員教授
2021年ーオープンロジアドバイザー
2021年ーSmartNews Director,CEO's office
2021年ーD Capital DX Guild & Advisory Board member
2022年ー一般社団法人ブルーオシャン・イニシアチブ監事
2023年ー株式会社ファミトラ執行役員
2024年ー株式会社ゼレンホールディングス代表取締役社長、ゼレンストラテジー株式会社代表取締役社長
また、日本マーケティング協会の「ｅマーケティング研究」プロジェクトおよび「モバイルマーケティング研究」プロジェクトのコーディネーター、日本商業学会の会員、日本消費者行動研究学会の会員、商品開発・管理学会の会員としても活動し、CRM(顧客関係管理)や新規事業開発に関連する研究を行っている。

## 著作・論文・その他
- 『インターネット・マーケティング・ベーシックス』（共著：小林 和夫 (著), 岡橋 孜 (著), 萩原 雅之 (著), 細井 勉 (著), & 3 その他  日経BP社 2000年）
- 『WEBビジネス研究会ダイジェストレポート(1)インターネット時代のマーケティング新潮流』（2020AIM（188）,125-127ページ）
- 『bウェブ革命-ネットで勝つ5つの戦略』（監訳 インプレス 2001年）
- 『社会的責任のマーケティング-「事業の成功」と 「CSR」を両立する』（共訳 東洋経済新報社　2007年）
- 『デジタル・インタラクティブ・メディアがもたらす新たなクロスメディア効果について』（『マーケティングジャーナル』105号 35-44ページ 日本マーケティング協会）
- 『モバイル・マーケティング』（共著 日本経済新聞出版社 2008年）
- 『商品開発の成功要因の今日的なレビュー : 1970年代から今日までの先行研究からのファインディングスを整理する』（商学研究科紀要67 79-91ページ 早稲田大学大学院商学研究科 2008年）
- 『デジタル情報技術がもたらした事業環境における新たな商品開発戦略』（『マーケティングジャーナル』111号 61-76ページ 日本マーケティング学会 2009年）
- 『新マーケティング・コミュニケーション戦略論』（共著 日本経済新聞出版社 2009年）
- 『「顧客参加型の開発・生産」に関する先行研究と残された課題 : 「Web2.0」の文脈で改めて注目された「顧客参加型の開発・生産」の可能性を検討する』（商学研究科紀要68 131-146ページ 早稲田大学大学院商学研究科 2009年）
- 『顧客参加型の商品開発』（マーケティングジャーナル 30（2）107-120 日本マーケティング学会 2010年）
- 『iPhone&iPadアプリマーケティング：あなたのアプリはもっと儲かる！』（監訳 ピアソン桐原 2011年）
- 『ソーシャルメディアROI』（監訳 ピアソン桐原 2011年）
- 『新しいブランドコミュニティとしてのソーシャルメディア』（マーケティングジャーナル 32（2）64-83ページ 日本マーケティング学会 2012年）
- 『消費行動をいかにして見極めるか : 予測分析・処方的分析の可能性』（『統計』編集委員会編 68（6）28-33ページ 日本統計協会 2017年）

- 『ビッグデータ時代のビジネス分析』（寄稿『日経デジタルマーケティング』2016年1月〜7月）
- 『英国のEU離脱、世論調査はなぜ外れたのか』（寄稿『日経ビッグデータ』2016年7月）
- 『『データの有効活用』でマーケティングが変わる』（インタビュー『週刊東洋経済』2017年10月21日号）
- 『気まぐれで衝動的・流動的な消費行動『リキッド消費』とは？（1）』（『日経XTREND』2020年4月23日）
- 『移り気な消費者にどうアプローチする？『リキッド消費』（2）』（『日経XTREND』2020年4月30日）
- 『日本のマーケターは実務家でも「論文」を読むべき 現場でこそ有用』（『日経XTREND』2022年1月25日）
- 『マーケ研究の最新トレンドは？ 経営にもエビデンス重視の流れ』（『日経XTREND』2022年2月1日）
- 『DXによって人的営業はいらなくなるのか？ 学術研究からビジネス課題の解決策を考える』（『Agenda note』2024年10月21日）
- 『マイケル・ポーターの戦略論は時代遅れ？ GoogleやAppleなども実践する戦略スタイルの現在形とは』（『Agenda note』2024年12月16日）

## 講演
- 『クロスメディアマーケティング研究のフレームワーク』（日本消費者行動研究学会第33回消費者行動研究コンファレンス 2006年11月）
- 『ネット・リアル連携型の事業開発』（セミナー『ネットとリアルの連携が拓くマーケティング2.0』 2007年9月）
- 『デジタル情報技術がもたらした事業環境における商品開発の成功要因』（商品開発・管理学会第9回全国大会 2007年10月）
- 『クロスメディア型モバイル・マーケティングのフレームワーク』（日本消費者行動研究学会第35回消費者行動研究コンファレンス 2007年12月）
- 「『Web2.0時代』のマーケティング戦略」（Web2.0マーケティング フェア 2008年5月）
- 「Web2.0時代の商品開発の成功要因」（商品開発・管理学会第10回全国大会 2008年6月）
- 「Sense & Respond with Creativity」（マーケティング イノベーション 2009 2009年7月）
- 「Data Sharing Building Brand/Agency Trust (データ シェア：ブランドと代理店の信頼構築)」（Ad:tech tokyo 2009 2009年9月）
- 「ユーザー参加型商品開発における企業=ユーザー間インタラクション手法の受容性」（第39回消費者行動研究コンファレンス 2009年11月）
- 『デジタル・プラットフォーム時代のマーケティング戦略』（流通大会2009 2009年11月）
- 『デジタル・プラットフォーム時代のマーケティング戦略』（「ワイヤレスジャパン2010 (w/Mobile)」 2010年7月）
- 『Delivering Significant Business Results Through Email (Eメールソリューション最新潮流)』（「ad:tech tokyo 2010」 2010年10月）
- 『ソーシャルメディアを活用した新たな事業モデル―顧客巻き込み型の商品開発の可能性―』（「ソーシャルメディア時代のマーケティング戦略」 2011年4月）
- 『『業態変革のイノベーション』～マーケティング・ドリブン・ビジネス・デザイン～』（「電通グループ 経営コンサルティング・セミナー」 2011年4月）
- 『とっとり発『生活起点型新成長特区』の将来展望』（「鳥取県総合特区フォーラム」 2011年11月）
- 『New Trends of Marketing Process Design』（「ISID Digital Marketing Seminar -Embrace Cloud Power for Your Business-」 2011年11月）
- 『マーケティング発想によるビジネス・リデザインの可能性』（「日本マーケティング協会『次世代ビジネス・デザイン研究会』オープニングセミナー 2012年1月）
- 『広告主が語るビッグデータ活用の本音』（「第25回Web広告研究会フォーラム」 2012年2月）
- 『マーケティング視点からのビジネス・デザイン』（「電通グループ 経営コンサルティング・セミナー」 2012年4月））
- 『Make a Smart Ad; The Most Effective and Valuable Measurement(マーケティング活動成果の基準化と測定方法とは)』（「ad:tech tokyo 2012」 2012年10月）
- 『これからのCRM戦略』（「デジタル時代のCMO養成塾」 2013年3月、6月、10月）
- 『ビッグデータのマーケティング戦略にもたらす意味合い』（「早稲田大学IT戦略研究所 エグゼクティブ・リーダーズ・フォーラム 第41回 インタラクティブミーティング」 2013年7月）

## その他
- Cannes Lions（カンヌライオンズ 国際クリエイティビティ・フェスティバル） 2011 ダイレクト部門 審査員 (2011年6月）
- 第9回助成研究吉田秀雄賞（大学院生の部）準吉田秀雄賞（2010年）  テーマ『企業と顧客のインターネット・インタラクションを活用した商品開発のフィジビリティー運営企業のカテゴリーおよびブランドの特性による参加行動の違い』